# Корнегрыз обыкновенный
Корнегрыз обыкновенный (лат. Rhizotrogus aestivus) — жук семейства пластинчатоусые. Вредитель сельского и лесного хозяйств, повреждает корни. От него страдают деревья плодовых, лесных и технических пород.
Жуки имеют светло-желтую окраску. Длиной 13-17 мм. Вылет происходит в апреле — мае. При этом имаго не питаются, а живут за счет накопленных личинкой запасов. Самка откладывает яйца в почву на глубину до 10 сантиметров. Взрослые личинки достигают 42-45 миллиметров длиной. На последнем сегменте брюшка личинка имеет два ряда иглообразных шипиков. Окукливание происходит в августе. Зимуют жуки в почве. Имеет трехлетнюю генерацию.